# Viswanathan Anand
Viswanathan Anand (ur. 11 grudnia 1969 w Mayiladuthurai) – indyjski szachista, mistrz świata FIDE w latach 2000–2002 oraz mistrz świata w latach 2007–2013.

## Kariera szachowa
Znany w świecie szachowym pod imieniem Vishy i przydomkiem „Tygrys z Madrasu”, swój pierwszy sukces na arenie międzynarodowej osiągnął w 1987 roku w Baguio, zdobywając tytuł mistrza świata juniorów. Rok później otrzymał tytuł arcymistrza. Z początkiem lat 90. zadomowił się w szachowej czołówce światowej po wygraniu kilku prestiżowych turniejów. Największym jego ówczesnym osiągnięciem było zwycięstwo w 1992 roku turnieju w Reggio Emilia, w którym w pokonanym polu pozostawił dwóch wówczas najsilniejszych szachistów globu – Garriego Kasparowa i Anatolija Karpowa. W tym, jak i w kolejnym, 1993 dwukrotnie podzielił I miejsca w memoriałach Maxa Euwego w Amsterdamie. Dał się poznać jako błyskotliwy szachista, a jego charakterystyczną cechą było niezwykle szybkie rozgrywanie partii.

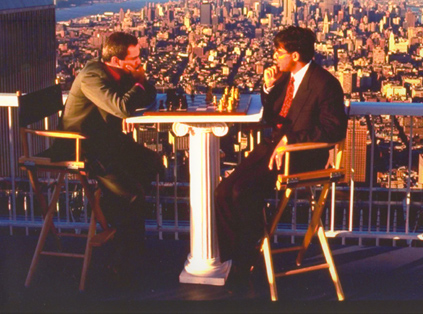
Mecz z Kasparowem, Nowy Jork 1995

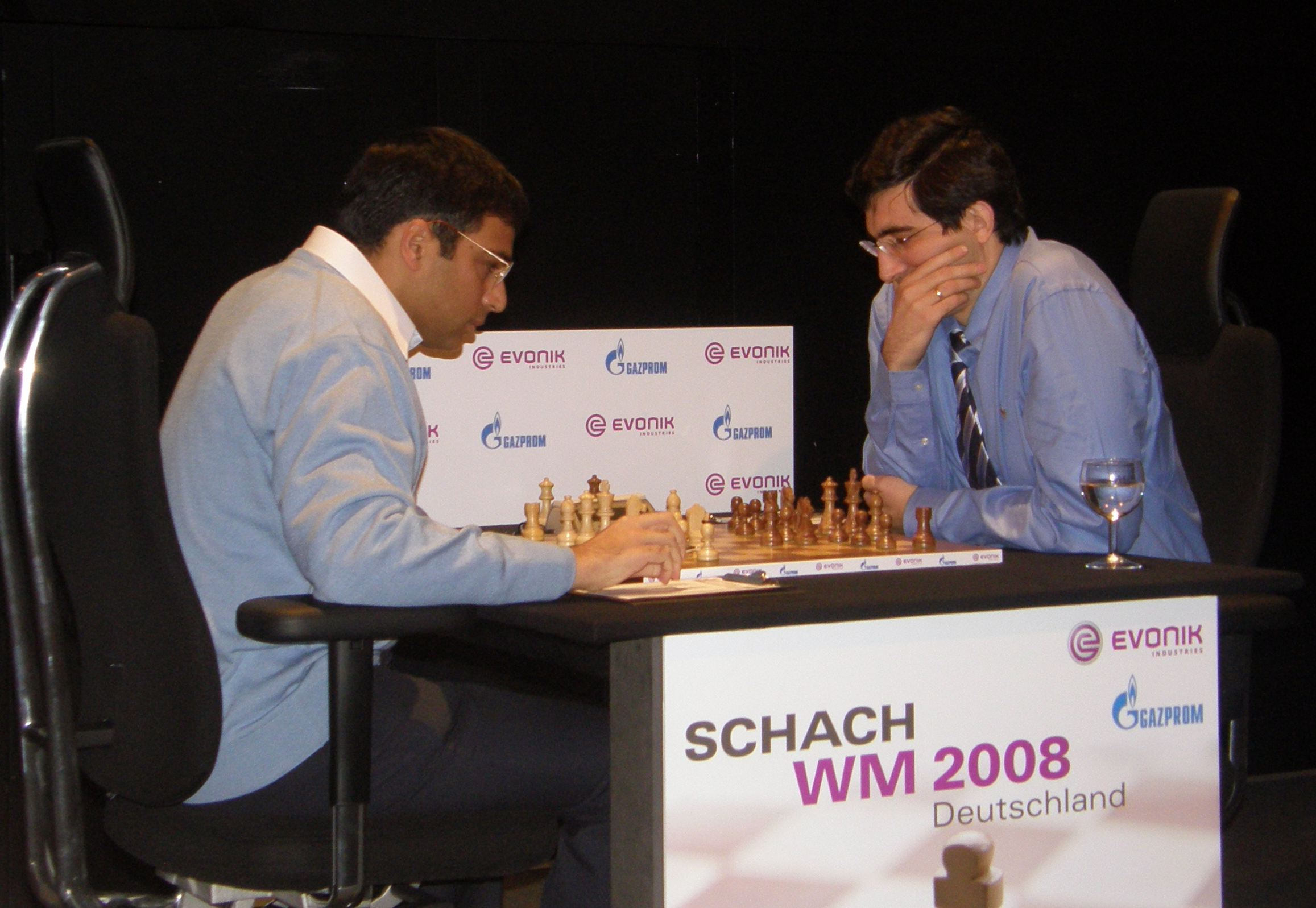
Mecz z Kramnikiem, Bonn 2008

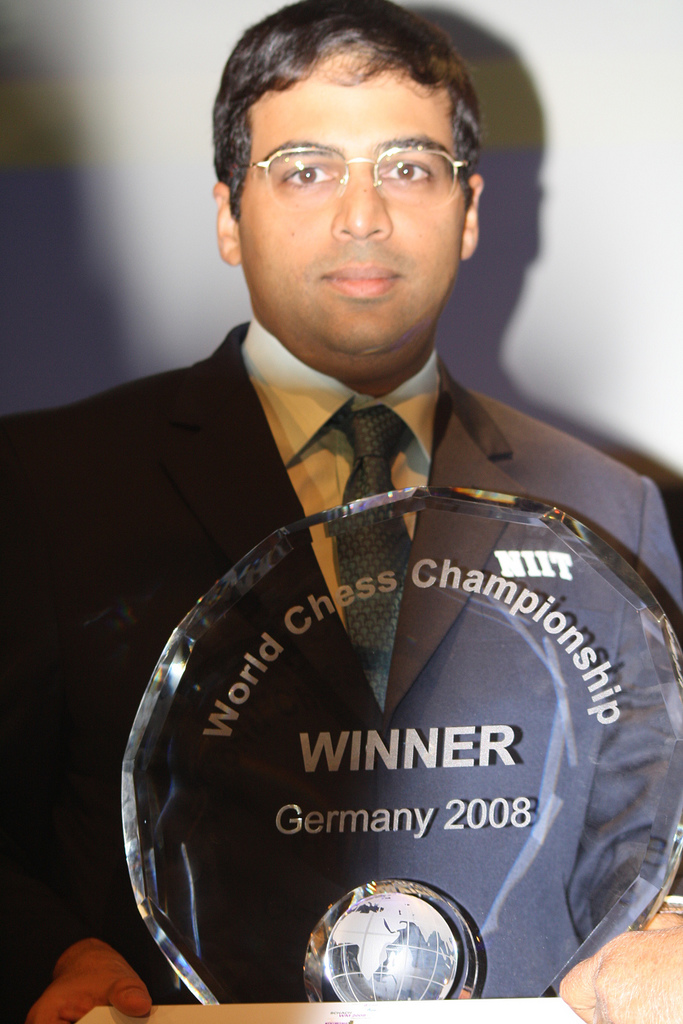
Po obronie tytułu mistrza świata, Bonn 2008

W 1995 rozegrał mecz przeciwko Kasparowowi o mistrzostwo świata pod egidą Stowarzyszenia Zawodowych Szachistów (PCA). Mecz odbył się w World Trade Center w Nowym Jorku. Po początkowej serii ośmiu remisów wygrał jedną partię, lecz z następnych pięciu przegrał aż cztery, tym samym poniósł porażkę w całym meczu w stosunku 7½ – 10½.
W 1997 wystąpił w Groningen w pierwszych mistrzostwach świata rozgrywanych systemem pucharowym. W turnieju głównym okazał się najlepszy w finale pokonując Michaela Adamsa, a następnie zmierzył się w styczniu 1998 w Lozannie z Anatolijem Karpowem w meczu o mistrzostwo świata. Spotkanie przegrał w 3 – 5 i zdobył tytuł wicemistrza świata.
W 2000 zdobył tytuł mistrza świata, triumfując w turnieju rozegranym systemem pucharowym według przepisów FIDE. W finale rozegranym w Nowym Delhi pokonał bez porażki Aleksieja Szyrowa, wygrywając trzy partie i remisując jedną. W kolejnych mistrzostwach, rozegranych na przełomie 2001 i 2002 roku w Moskwie, awansował do półfinału, w którym uległ Wasilijowi Iwanczukowi. W 2005 podzielił w San Luis II-III miejsce w kolejnym turnieju o mistrzostwo świata.
W styczniu 2000 roku zwyciężył w bardzo silnie obsadzonym turnieju błyskawicznym Plus GSM World Blitz Chess Cup w Warszawie. W październiku 2003 roku w Cap d’Agde po raz pierwszy zostały rozegrane mistrzostwa świata w szachach aktywnych (na rozegranie partii zawodnicy mieli 25 minut z dodawanym czasem 10 sekund po każdym posunięciu). Wygrał turniej (w finale pokonując Władimira Kramnika), wyprzedzając dziesięciu szachistów z pierwszej dwunastki listy rankingowej FIDE.
W latach 1984–2006 siedmiokrotnie reprezentował swój kraj na szachowych olimpiadach. Na swoim koncie posiada srebrny medal, który otrzymał w roku 2004 za uzyskanie drugiego najwyższego wyniku rankingowego.
Do najważniejszych indywidualnych sukcesów należą zwycięstwa w turniejach elity w Wijk aan Zee (w latach 2003, 2004 i 2006 – wspólnie z Weselinem Topałowem), Dortmundzie (2004 – wspólnie z Arkadijem Naiditschem) oraz Morelii i Linares (2007 i 2008), jak również siedmiokrotnie (1996, 1999, 2000, 2001, 2005, 2006, 2007) w León.
Od początku lat od lat 90. utrzymuje się w ścisłej czołówce światowej. Cieszy się niezwykłą popularnością w swoim kraju, podobną do sławy mistrzów krykieta. Jego pozycja w światowych szachach przyczyniła się do znacznego wzrostu popularności współczesnych szachów w Indiach.
W 2007 po raz drugi swojej karierze został mistrzem świata, zwyciężając w rozegranym w Meksyku turnieju z udziałem ośmiu zawodników. Jako jedyny nie przegrał w nim partii, wygrał cztery i z wynikiem 9 pkt (z 14 możliwych) wyprzedził Władimira Kramnika i Borysa Gelfanda. W 2008 obronił w Bonn tytuł, pokonując Władimira Kramnika w stosunku 6½ – 4½.
W maju 2010 pokonał w Sofii pretendenta i byłego mistrza świata Bułgara Weselina Topałowa w stosunku 6½ – 5½. W 2012 obronił tytuł mistrza świata, pokonując w Moskwie Borysa Gelfanda w stosunku 8½ – 7½. 22 listopada 2013 roku po przegranym w stosunku 3½: 6½ meczu w Ćennaj utracił tytuł na rzecz Magnusa Carlsena. W 2014 zwyciężył w rozegranym w Chanty-Mansyjsku turnieju pretendentów, zdobywając prawo do udziału w meczu o mistrzostwo świata z Magnusem Carlsenem. W meczu tym uległ Norwegowi w stosunku 4½: 6½, nie odzyskując tytułu mistrza świata.
Jest ambasadorem World Wide Fund for Nature.
Najwyższy ranking w karierze osiągnął 1 marca 2011, z wynikiem 2817 punktów zajmował wówczas 1. miejsce na światowej liście FIDE.

## Odznaczenia
- Order Padma Vibhushan – dwukrotnie (2008[22] i 2009[23])
- Order Padma Bhushan (2001)
- Order Padma Shri (1988)[24]

Ponadto, w 1985, został uhonorowany nagrodą Arjuna Award.